# 蒙加莱站
蒙加莱站（法語：Montgallet）是巴黎地鐵的一個車站。蒙加莱站的站名來自於蒙加莱路，是巴黎地鐵8號線的車站。車站開通於1931年5月5日，是8號線延長工程的一部分。

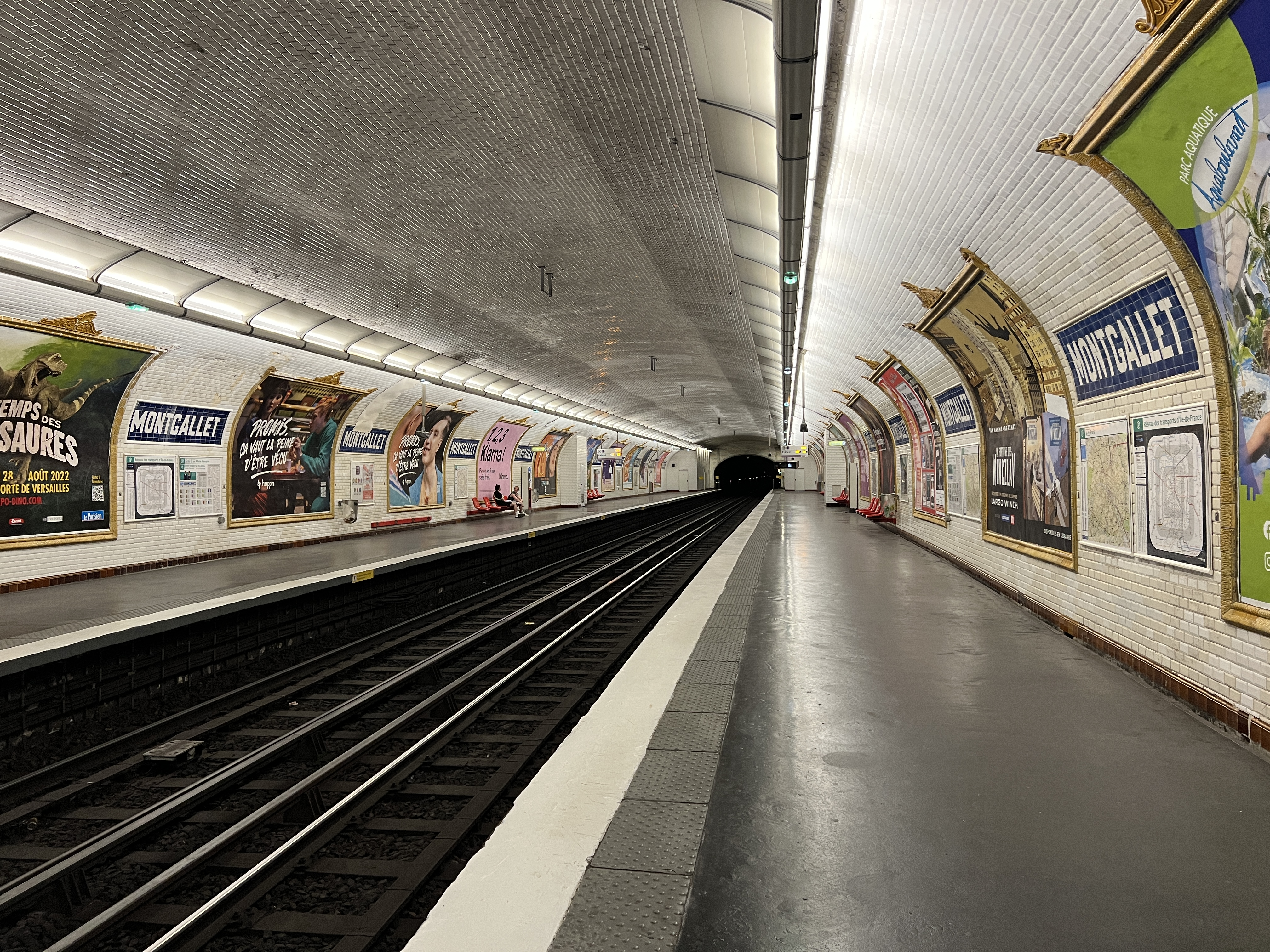
月台（2022年7月）

## 車站結構
| 街道層 |                    |                       |
| B1     | 月台連接夾層       |                       |
| 月台層 | 側式月台，右側開門 | 側式月台，右側開門    |
| 月台層 | 往巴拉             | 往巴拉（勒伊-狄德羅） |
| 月台層 | 往湖之角           | 往湖之角（多梅尼爾）  |
| 月台層 | 側式月台，右側開門 |                       |